# USS Shenandoah
A USS Shenandoah az első merev vázas léghajó volt, amelyet az Amerikai Egyesült Államokban építettek. Első útjára 1923. szeptember 4-én indult. Két évvel később egy balesetben megsemmisült.

## Tervezése
A USS Shenandoah (ZR–1) mintája a német L 49-es, egy nagy magasságú repülésre tervezett bombázó volt. A német léghajót az első világháborúban, 1917 októberében sikerült Franciaországban földre kényszeríteni, így a mérnökök tanulmányozhatták szerkezetét. Az L 49-est nagy magasságú repülésre tervezték, hogy a szövetséges harci gépek és a földi légvédelem ne érje el. Ennek érdekében a járművet a lehető legkönnyebbre kellett építeni, amely sebezhetővé, törékennyé tette. Háborúban azonban biztonságosabb volt egy könnyű géppel repülni magasan a légvédelem hatósugara felett, mint egy erőssel azon belül.
A ZR–1 építése 1922-ben kezdődött. Alkatrészeit a haditengerészeti légierő philadelphiai gyárában készítették, az összeszerelés helyszíne pedig a New Jersey-i Lakehurst haditengerészeti légi támaszpont volt. Hossza 207 méter, átmérője 25 méter volt, és 59 895 köbméter gázzal lehetett feltölteni húsz rekeszét. A ZR–1-est eredetileg hat darab hathengeres Packard-motorral szerelték fel, de 1924-ben új erőforrások kerültek a léghajóra. Mint minden korábbi zeppelint, a ZR–1-est is úgy tervezték, hogy hidrogén emelje a magasba, de a brit R38 tragédiája után a tervezők úgy döntöttek, hogy a jóval drágább héliumot használják majd erre a célra.

## Szolgálatban

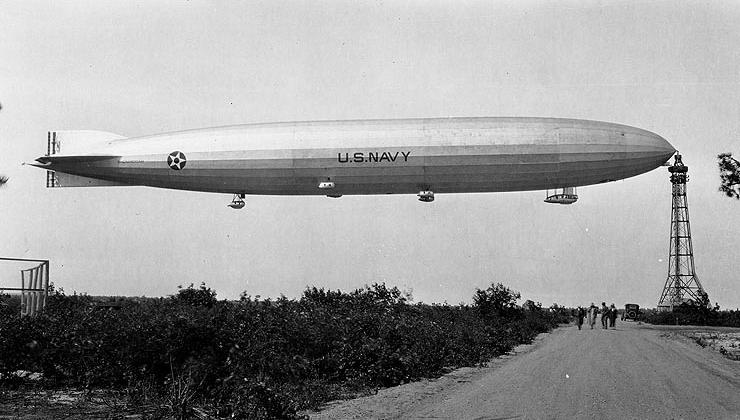
A Lakehurstben horgonyzó léghajó

A ZR–1-es 1923. szeptember 4-én emelkedett először a levegőbe, és így a történelem első merev léghajója lett, amely héliummal működött. Szeptemberben és októberben számos teszt- és bemutató utat tett. Látható volt például a St. Louis-i nemzeti légi versenyen, valamint elszállt New York és Washington fölött is. 1923. október 10-én keresztelték a USS Shenandoah névre. A név egy indián kifejezésből ered, amelynek jelentése: csillagok lánya. Ezek a repülések azért voltak fontosak, mert a haditengerészetnek nem volt gyakorlata a merev léghajók használatában. Mivel a hélium jóval drágább volt, mint a hidrogén, meg kellett tanulniuk takarékosan repülni. A cél érdekében bevezetett számos újítás egyik eleme volt az automata gázszelepek számának csökkentése, ami később, a hajó megsemmisülése után komoly viták tárgya lett.
1924. január 16-án a USS Shenandoah súlyosan megrongálódott, amikor egy szélroham leszakította horgonyzó árbócáról. Február 12-én új kapitányt neveztek ki a hajóra,  Zachary Lansdowne korvettkapitányt. A javítási munkák május 22-éig tartottak, ezután állhatott szolgálatba ismét a léghajó. Ekkor cserélték ki hat motorját, és felszerelték rádiókészülékkel is.
Lansdown 1909-ben végzett a haditengerészeti akadémián, és az egyik első olyan tiszt lett, akit léghajós repülésre képeztek ki. Együtt tanulta a repülést a brit R34 legénységével, így ő lett az első amerikai, aki – megfigyelő tisztként – megállás nélkül repülte át az Atlanti-óceánt az R34 fedélzetén.
Az új parancsnok be akarta bebizonyítani, hogy a USS Shenandoah alkalmas tengerészeti felderítésre és képes együttműködni a felszíni egységekkel. Annak ellenére ragaszkodott ehhez, hogy a léghajó relatíve kicsi gázkapacitása erősen behatárolta a motorok számára szükséges üzemanyag szállítható mennyiségét. A horgonyzó árbócot a Patoka ellátóhajóra szereltette, hogy ezzel növelje a léghajó hatótávolságát.
A USS Shenandoah 1924 októberében 19 nap alatt átrepülte az Egyesült Államokat Lakehurst és San Diego között, majd a nyugati part vonalát követve eljutott Seattle-be, és vissza San Diegóba, onnan pedig Lakehurstbe. Visszaérkezése után a héliumát átszivattyúzták a frissen érkezett ZR–3-ba, amely nemsokára a USS Los Angeles nevet kapta. Ebben az időben az Egyesült Államoknak nem volt annyi héliuma, hogy egyszerre két léghajót is feltöltve tartson.
Miközben a USS Shenandoah a földön volt, Zachary Lansdowne úgy döntött, hogy a 18 automata gázszivattyúból tízet szereljenek le. Azért határozott így, hogy csökkentse a héliumveszteséget, és néhány száz kilogrammal csökkentse a jármű tömegét. Ez a módosítás csökkentette az egyszerre kiengedhető gázmennyiséget és 130 méter per percre csökkentette a léghajó emelkedési sebességét.

## Megsemmisülése

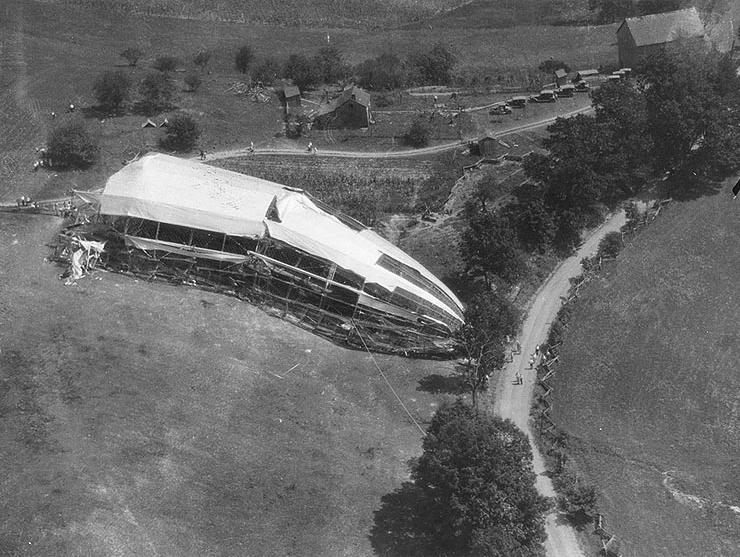
A léghajó roncsa

1925. szeptember 2-án a  USS Shenandoah elhagyta lakehursti bázisát és az amerikai középnyugat felé indult. Ez volt az 57. repülése a léghajónak, amely propagandaútra indult, hogy a haditengerészet légi erejét népszerűsítse egy St. Louis-i repülőshow-n, aztán Minneapolisban, Minnesotában és Michiganben.
Szeptember 3-án a hajnali órákban a USS Shenandoah viharba került Ohio felett. A függőleges légáramlatok felemelték a léghajót, amely 330 méter per perces sebességgel emelkedett egészen kétezer méterig. A vihar fel-le dobálta, forgatta a hajót, aminek következtében a USS Shenandoah szerkezete súlyosan megrongálódott, és a jármű az orrtól nagyjából 70 méterre kettétört. A hátsó rész gyorsan süllyedt, és a motorszekrények közül kettő, a gépészekkel együtt leszakadt.
Az irányító helyiség, amelyet a léghajó első részéhez rögzítettek, szintén leszakadt, és a földnek csapódott. A benne tartózkodó hat férfi, köztük Lansdowne kapitány, meghalt. A gondola súlya nélkül a léghajó első része emelkedni kezdett. A hajónak ebben a részében heten voltak. Charles Rosendahl navigátor irányításával megkezdték a hélium kiszivattyúzását, és megpróbáltak leszállni. A katasztrófában a legénység 14 tagja életét vesztette, 31-en túlélték a balesetet.
A tragédia egyik lehetséges oka, hogy a kevés automata szelep nem tudta elég gyorsan kiengedni a gázt, ezért a cellák a belső nyomástól kitágultak, és megrongálták a merev szerkezetet. Karl Arnstein, az L 49 tervezője viszont azt mondta, hogy a USS Shenandoah formája miatt nem volt alkalmas repülésre a viharos időben, ahogy a mintának számító első világháborús német gépek is csak jó időben emelkedtek levegőbe, és az erős függőleges légáramlatok elkerülése érdekében inkább a nyílt tenger felett tevékenykedtek.

## Galéria

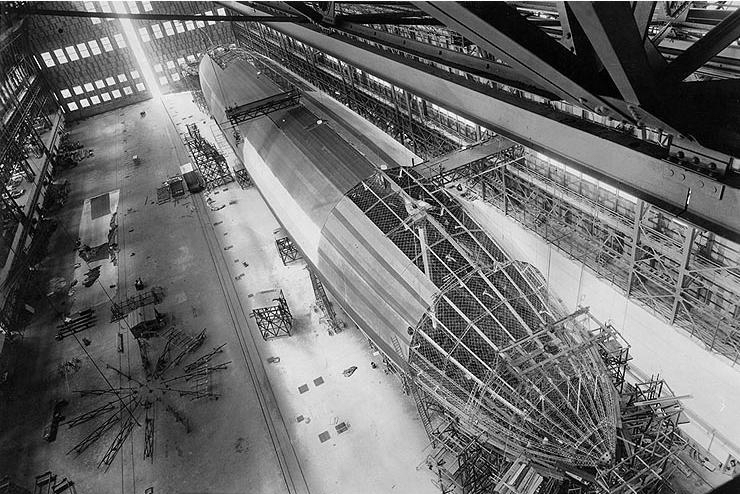
Építés közben
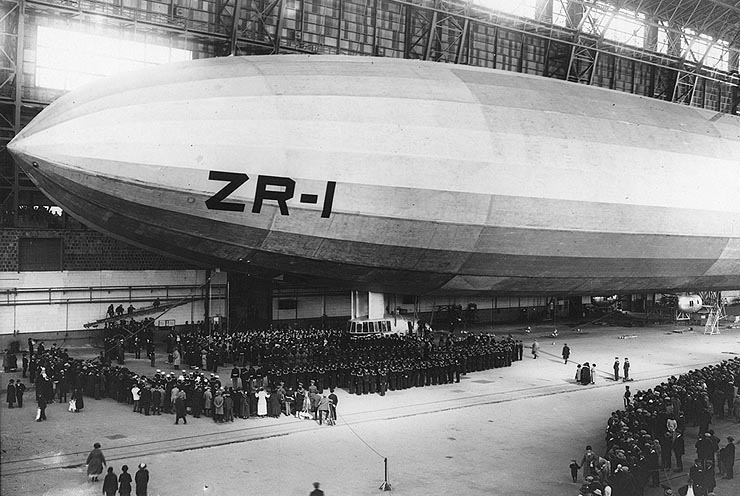
A ZR–1 keresztelése
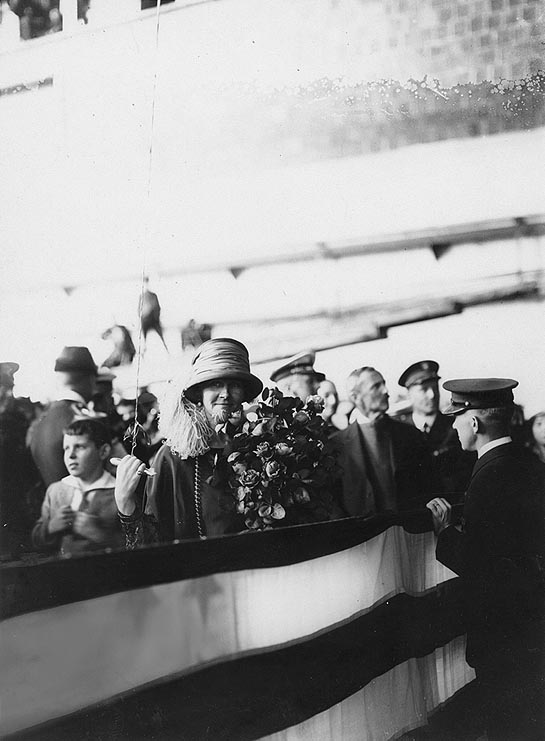
Mrs. Edwin Denby, a keresztelő
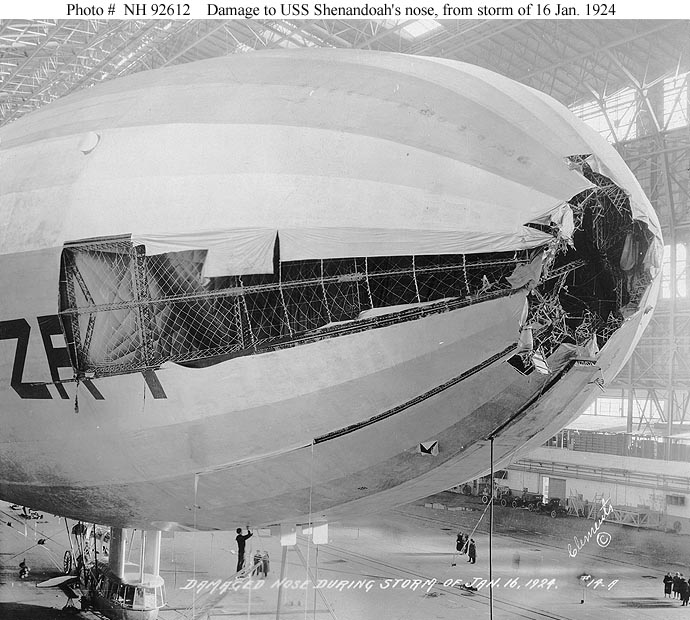
Az 1924-ben megsérült orr-rész
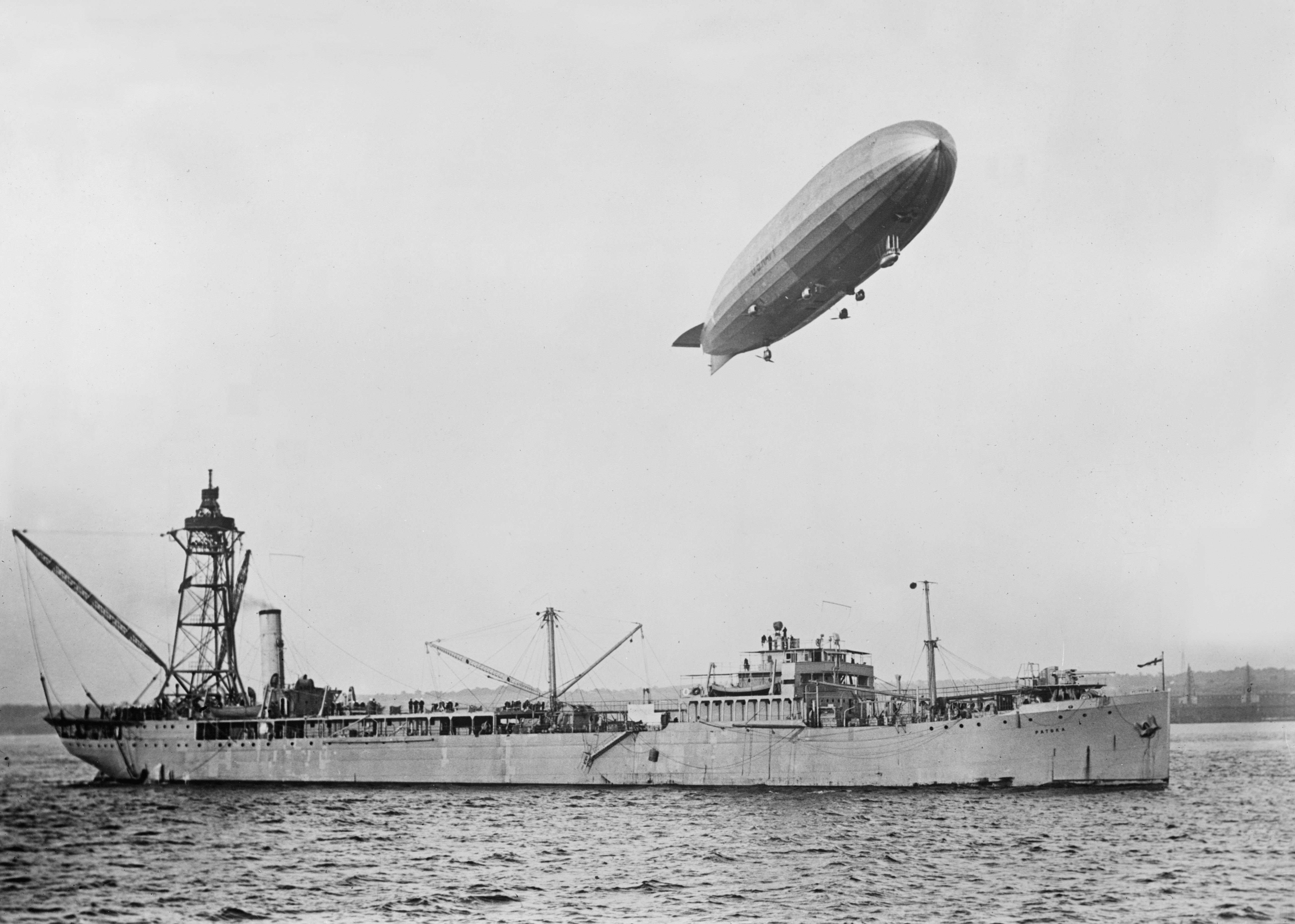
A Patoka felett
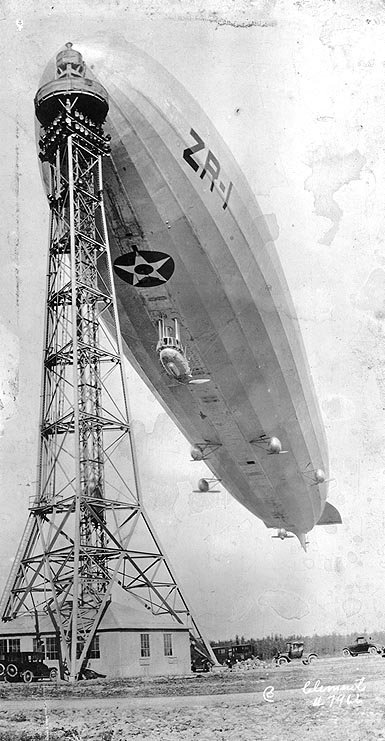
Lehorgonyozva
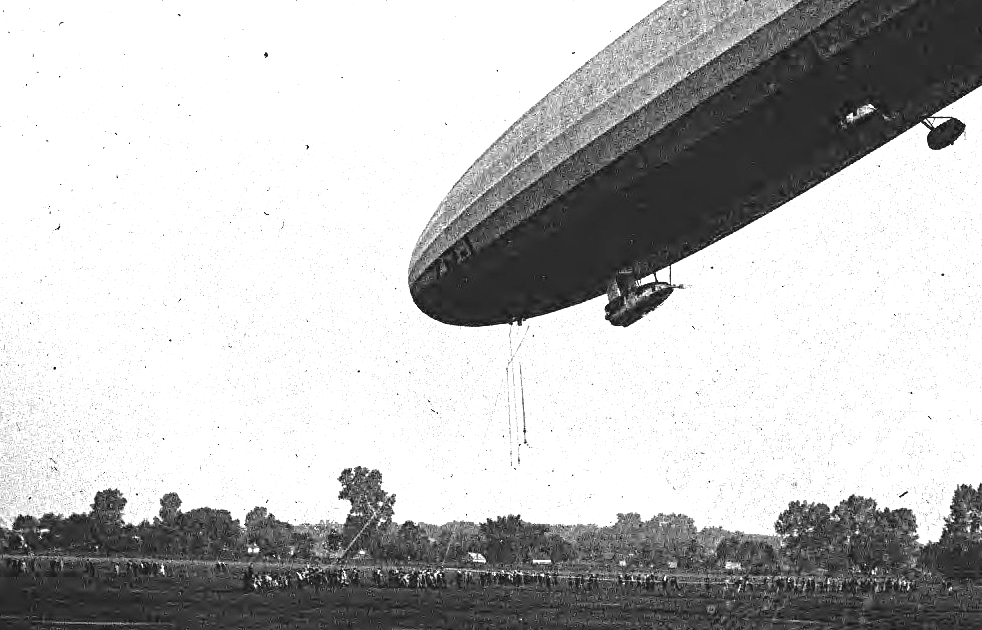
St. Louis felett